# Campeonato Mundial de Piragüismo en Eslalon de 1961
El VII Campeonato Mundial de Piragüismo en Eslalon se celebró en Hainsberg (RDA) entre el 22 y el 23 de julio de 1961 bajo la organización de la Federación Internacional de Piragüismo (ICF) y la Federación de Piragüismo de Alemania Oriental.
Las competiciones se realizaron en el canal de piragüismo en eslalon acondicionado en el río Rote Weißeritz, al sur de la localidad germana.

## Medallistas

### Masculino
| Evento         | Oro | Plata | Bronce |
| -------------- | --- | --- | --- |
| F1 individual  | Eberhard Gläser RDA 351,5 pts.                                                                                 | Roland Hahnebach RDA 367,7 pts.                                                                                    | Jiří Černý Checoslovaquia 369,9 pts.                                                                           |
| C1 individual  | Manfred Schubert RDA 481,4                                                                                     | Bohuslav Pospíchal Checoslovaquia 486,4                                                                            | Ingo Kirsch RDA 487,1                                                                                          |
| C2 individual  | Günther Merkel Manfred Merkel RDA 408,0                                                                        | Miroslav Stach Zdeněk Valenta Checoslovaquia 413,9                                                                 | Dieter Friedrich Horst Kleinert RDA 442,9                                                                      |
| F1 por equipos | Horst Wängler Eberhard Gläser Roland Hahnebach RDA 411,10                                                      | Jaroslav Vyhlíd Jiří Černý Zdeněk Košťál Checoslovaquia 526,8                                                      | Eugeniusz Kapłaniak · Jan Niemiec · Władysław Piecyk · Polonia · 620,7                                         |
| C1 por equipos | Tibor Sýkora Jaroslav Pollert Bohuslav Pospíchal Checoslovaquia 708,4                                          | Karl-Heinz Wozniak Gert Kleinert Manfred Schubert RDA 735,3                                                        | Michel Weber · Jean-Claude Tochon · Marcel Roth · Suiza · 865,3                                                |
| C2 por equipos | RDA Gernot Bergmann / Horst Rosenhagen Dieter Friedrich / Horst Kleinert Günther Merkel / Manfred Merkel 546,2 | Checoslovaquia Zdeněk Baumruk / Josef Polák Josef Hendrych / Vladimír Lánský Miroslav Stach / Zdeněk Valenta 678,3 | Suiza · Charles Dussuet / Jean-Paul Rössinger · Jean Meichtry / Suchet · Jean Pessina / Robert Zürcher · 859,4 |

### Femenino
| Evento        | Oro                                     | Plata                       | Bronce                   |
| ------------- | --------------------------------------- | --------------------------- | ------------------------ |
| F1 individual | Ludmila Veberová Checoslovaquia 511,4 s | Anneliese Bauer RDA 574,0 s | Ute Strompel RDA 617,4 s |

### Mixto
| Evento        | Oro                                                    | Plata                                  | Bronce                                              |
| ------------- | ------------------------------------------------------ | -------------------------------------- | --------------------------------------------------- |
| C2 individual | Vratislava Nováková Karel Novák Checoslovaquia 527,0 s | Edith Nickel Willi Landers RDA 541,3 s | Jarmila Pacherová Václav Nič Checoslovaquia 551,5 s |

## Medallero
| Núm. | País           | Oro | Plata | Bronce | Total |
| ---- | -------------- | --- | ----- | ------ | ----- |
| 1    | RDA            | 5   | 4     | 3      | 12    |
| 2    | Checoslovaquia | 3   | 4     | 2      | 9     |
| 3    | Suiza          | 0   | 0     | 2      | 2     |
| 4    | Polonia        | 0   | 0     | 1      | 1     |
|      | TOTAL          | 8   | 8     | 8      | 24    |